# كريس غنتر
كريستوفر روس «كريس» جنتر (بالإنجليزية: Chris Gunter)‏ (مواليد 21 يوليو 1989) هو لاعب كرة قدم ويلزي، يلعب كمدافع لصالح نادي دوري البطولة الإنجليزية ريدينغ ومنتخب ويلز. لعب كريس مع شباب كارديف سيتي ثم صعّد للفريق الأول، لينتقل بعدها إلى نادي الدوري الإنجليزي الممتاز توتنهام هوتسبير في صفقة قدرها 4 ملايين جنيه استرليني في يناير 2008. لم يشارك كثيرًا في توتنهام، ليعود مرة لدوري البطولة الإنجليزية من خلال نادي نوتينغهام فورست على سبيل الإعارة ثم إلى ريدينغ نهائيًا عام 2012.
بدأ ظهور كريس على المستوى الدولي من خلال منتخب ويلز تحت 17 سنة، وهو ثاني أصغر لاعب على الإطلاق يلعب مع منتخب ويلز تحت 21 سنة، أما بدايته مع المنتخب الأول فكانت عام 2007، ومنذ ذلك الحين فقد شارك في أكثر من 75 مباراة دولية، كما كان ضمن قائمة المنتخب الويلزي المتأهل لنصف نهائي بطولة أمم أوروبا 2016.

## مسيرته الدولية

### منتخبات الشباب
بدأ كريس مشواره مع منتخبات الشباب في موسم 2003–04 مع ويلز، ولعب 4 مباريات في فئة تحت 15 سنة، لعب بعد ذلك مباراة ودية أمام جمهورية آيرلندا وثلاث مباريات في بطولة فيكتوري شيلد في فئة 16 سنة. أما فئة تحت 17 سنة فلعب 11 مباراة خلال موسم 2005–06، مشاركًا في بطولتي أمم أوروبا تحت 17 سنة. صُعّد بعد ذلك لفريق تحت 19 سنة وشارك في كأس ميلك.
وبعمر 16 عام و299 يومًا، صار كريس أصغر لاعب يمثل منتخب ويلز تحت 21 سنة على الإطلاق حين شارك أمام منتخب قبرص تحت 21 سنة، لم يحطم رقمه سوى آرون رامزي في أغسطس 2007.

### المنتخب الأول
لعب كريس أول مباراة دولية له مع منتخب ويلز لكرة القدم في مباراة دولية أمام نيوزيلندا يوم 26 مايو 2007. شارك بعد ذلك كظهير أيمن في تصفيات كأس العالم لكرة القدم 2010 وكان اللاعب الوحيد الذي شارك في جميع مباريات ويلز العشر في التصفيات. ويوم 8 أكتوبر 2010، طرد كريس مباشرة في الوقت الإضافي بعد ارتكابه لخطأ تكتيكي ضد ديميتار رانغيلوف في المباراة التي خسرت فيها ويلز ضد بلغاريا بنتيجة 0–1 في تصفيات بطولة أمم أوروبا 2012 في ملعب كارديف سيتي. وصل كريس ل50 مباراة دولية بعمر الرابعة والعشرين في المباراة التي انتهت بالتعادل 1–1 ضد بلجيكا في تصفيات كأس العالم لكرة القدم 2014 يوم 15 أكتوبر 2013. كان كريس ضمن قائمة منتخب بلاده في بطولة أمم أوروبا 2016 التي حققت فيها ويلز إنجازًا بحصولها على المركز الثالث، لعب كريس مباريات البطولة الستة كاملة. لعب مباراته رقم 75 بعمر 27 عام فقط يوم 6 أكتوبر 2016 ضد النمسا في تصفيات كأس العالم 2018.

## حياته الشخصية
ولد كريس في نيوبورت، والتحق بمدرسة دورامك رود في طفولته قبل أن ينتقل إلى مدرسة سينت جوليان نيوبورت الثانوية. يحمل كريس دبلومة بي تي إي سي القومية في الدراسات الرياضية. وقد سبق وتشارك مع آرون رامزي لاعب أرسنال في السكن. كان كريس أيضًا إشبين رامزي في زفافه.

## إحصائيات

### الأندية
آخر تحديث المباريات المكتملة يوم 17 مارس 2017.
| النادي                  | الموسم   | الدوري                   | الدوري | الدوري | كأس الاتحاد الإنجليزي | كأس الاتحاد الإنجليزي | كأس رابطة الأندية الإنجليزية المحترفة | كأس رابطة الأندية الإنجليزية المحترفة | أخرى | أخرى  | المجموع | المجموع |
| النادي                  | الموسم   | القسم                    | ظهور   | أهداف  | ظهور                  | أهداف                 | ظهور                                  | أهداف                                 | ظهور | أهداف | ظهور    | أهداف   |
| ----------------------- | -------- | ------------------------ | ------ | ------ | --------------------- | --------------------- | ------------------------------------- | ------------------------------------- | ---- | ----- | ------- | ------- |
| كارديف سيتي             | 2006–07  | دوري البطولة الإنجليزية  | 15     | 0      | 0                     | 0                     | 1                                     | 0                                     | —    | —     | 16      | 0       |
| كارديف سيتي             | 2007–08  | دوري البطولة الإنجليزية  | 13     | 0      | —                     | —                     | 4                                     | 0                                     | —    | —     | 17      | 0       |
| كارديف سيتي             | المجموع  | المجموع                  | 28     | 0      | 0                     | 0                     | 5                                     | 0                                     | —    | —     | 33      | 0       |
| توتنهام هوتسبير         | 2007–08  | الدوري الإنجليزي الممتاز | 2      | 0      | 2                     | 0                     | —                                     | —                                     | —    | —     | 4       | 0       |
| توتنهام هوتسبير         | 2008–09  | الدوري الإنجليزي الممتاز | 3      | 0      | 1                     | 0                     | 1                                     | 0                                     | 7    | 0     | 12      | 0       |
| توتنهام هوتسبير         | المجموع  | المجموع                  | 5      | 0      | 3                     | 0                     | 1                                     | 0                                     | 7    | 0     | 16      | 0       |
| نوتينغهام فورست (إعارة) | 2008–09  | دوري البطولة الإنجليزية  | 8      | 0      | —                     | —                     | —                                     | —                                     | —    | —     | 8       | 0       |
| نوتينغهام فورست         | 2009–10  | دوري البطولة الإنجليزية  | 44     | 1      | 2                     | 0                     | 2                                     | 0                                     | 2    | 0     | 50      | 1       |
| نوتينغهام فورست         | 2010–11  | دوري البطولة الإنجليزية  | 43     | 0      | 2                     | 0                     | 0                                     | 0                                     | 2    | 0     | 47      | 0       |
| نوتينغهام فورست         | 2011–12  | دوري البطولة الإنجليزية  | 46     | 1      | 2                     | 0                     | 2                                     | 0                                     | —    | —     | 50      | 1       |
| نوتينغهام فورست         | المجموع  | المجموع                  | 141    | 2      | 6                     | 0                     | 4                                     | 0                                     | 4    | 0     | 155     | 2       |
| ريدينغ                  | 2012–13  | الدوري الإنجليزي الممتاز | 20     | 0      | 1                     | 0                     | 2                                     | 1                                     | —    | —     | 23      | 1       |
| ريدينغ                  | 2013–14  | دوري البطولة الإنجليزية  | 44     | 0      | 1                     | 0                     | 1                                     | 0                                     | —    | —     | 46      | 0       |
| ريدينغ                  | 2014–15  | دوري البطولة الإنجليزية  | 38     | 0      | 4                     | 0                     | 3                                     | 0                                     | —    | —     | 45      | 0       |
| ريدينغ                  | 2015–16  | دوري البطولة الإنجليزية  | 44     | 0      | 5                     | 0                     | 3                                     | 1                                     | —    | —     | 52      | 1       |
| ريدينغ                  | 2016–17  | دوري البطولة الإنجليزية  | 38     | 1      | 1                     | 0                     | 2                                     | 0                                     | —    | —     | 41      | 1       |
| ريدينغ                  | المجموع  | المجموع                  | 184    | 1      | 12                    | 0                     | 11                                    | 2                                     | —    | —     | 207     | 3       |
| الإجمالي                | الإجمالي | الإجمالي                 | 358    | 3      | 20                    | 0                     | 21                                    | 2                                     | 11   | 0     | 411     | 5       |

1. ↑  الظهور في كأس يويفا 2008–09
2. 1 2  الظهور في الأدوار الإقصائية لدوري البطولة الإنجليزية

### المنتخب
آخر تحديث المباريات المكتملة يوم 12 نوفمبر 2016.
| المنتخب الوطني | السنة   | ظهور | أهداف |
| -------------- | ------- | ---- | ----- |
| ويلز           | 2007    | 3    | 0     |
| ويلز           | 2008    | 8    | 0     |
| ويلز           | 2009    | 9    | 0     |
| ويلز           | 2010    | 5    | 0     |
| ويلز           | 2011    | 10   | 0     |
| ويلز           | 2012    | 7    | 0     |
| ويلز           | 2013    | 9    | 0     |
| ويلز           | 2014    | 6    | 0     |
| ويلز           | 2015    | 7    | 0     |
| ويلز           | 2016    | 13   | 0     |
| المجموع        | المجموع | 77   | 0     |

## روابط خارجية
- Chris Gunter profile at the ريدينغ website
- كريس جنتر على موقع الاتحاد الدولي (مؤرشف)  (الإنجليزية)
- كريس جنتر على موقع الاتحاد الأوربي (الإنجليزية)
- كريس جنتر على موقع قاعدة بيانات كرة القدم.إي يو (الإنجليزية)
- كريس جنتر على موقع ناشيونال فوتبول تيمز (الإنجليزية)
- كريس جنتر على موقع Soccerbase.com (لاعب) (الإنجليزية)
- كريس جنتر على موقع Soccerway.com (الإنجليزية)
- كريس جنتر على موقع عالم كرة القدم.نت (الإنجليزية)
- كريس جنتر على موقع AS.com (الإسبانية)